# CHAD

Emblemat CHADu

ChAD (per. خدمات اطلاعات دولت Chadamat-e Etela'at-e Dawlati) – afgańska służba bezpieczeństwa utworzona i przeszkolona w styczniu 1980 przez oficerów KGB. Spadkobierczyni tajnej policji AGSA i KAM. Od założenia do maja 1986 jej dyrektorem był Mohammad Nadżibullah, późniejszy prezydent Afganistanu.